# Marian Rostkowski
Marian Rostkowski – polski artysta fotograf, uhonorowany tytułem Artiste FIAP (AFIAP). Członek rzeczywisty i Artysta Fotoklubu Rzeczypospolitej Polskiej (AFRP). Członek Jastrzębskiego Klubu Fotograficznego Niezależni.

## Życiorys
Marian Rostkowski związany z górnośląskim środowiskiem fotograficznym – mieszka i tworzy w Rybniku. Miejsce szczególne w jego twórczości zajmuje fotografia krajobrazowa, fotografia pejzażowa oraz fotografia reportażowa. Od 1987 roku jest członkiem rzeczywistym Jastrzębskiego Klubu Fotograficznego Niezależni w Jastrzębiu Zdroju, klubu będącego członkiem zbiorowym Fotoklubu Rzeczypospolitej Polskiej Stowarzyszenia Twórców. 
Marian Rostkowski jest autorem i współautorem wielu wystaw fotograficznych; indywidualnych, zbiorowych, poplenerowych, pokonkursowych. Brał aktywny udział w Międzynarodowych Salonach Fotograficznych, organizowanych (m.in.) pod patronatem FIAP, zdobywając wiele akceptacji, nagród, wyróżnień, dyplomów, listów gratulacyjnych. Jego fotografie były prezentowane m.in. w Hiszpanii, Niemczech, Stanach Zjednoczonych oraz w Polsce. 
W 1999 roku został przyjęty w poczet członków Fotoklubu Rzeczypospolitej Polskiej Stowarzyszenia Twórców. Decyzją Komisji Kwalifikacji Zawodowych Fotoklubu RP, otrzymał dyplom potwierdzający kwalifikacje do wykonywania zawodu artysty fotografa, fotografika (legitymacja nr 113). Pokłosiem udziału w Międzynarodowych Salonach Fotograficznych (pod patronatem FIAP) było przyznanie Marianowi Rostkowskiemu (w 2001 roku) tytułu honorowego Artiste FIAP (AFIAP) – tytułu nadanego przez Międzynarodową Federację Sztuki Fotograficznej FIAP, z siedzibą w Luksemburgu.